# Луцик Антон Васильович
Антон Васильович Луцик (нар. 25 березня 1987, с. Тязів, Тисменицький район, Івано-Франківська обл.) — український футболіст, півзахисник.

## Життєпис
У ДЮФЛУ виступав за ВПУ-21 (Івано-Франківськ). У 2005 році потрапив у львівські «Карпати». Спочатку виступав за «Карпати-2» у другій лізі чемпіонату України. В основі «Карпат» у чемпіонаті України дебютував 22 вересня 2007 року в виїзному матчі проти полтавської «Ворскли» (0:0), Луцик вийшов на 86-й хвилині замість Ігора Худоб'яка. У грудні 2008 року був виставлений на трансфер.
Після відходу з львівських «Карпат» Антон рік провів у професіональних командах «Прикарпаття» та ФК «Львів». Потім повернувся на малу батьківщину, де виступав за команди чемпіонату області «Карпати» (Яремче), «Гал-Вапно-Енергетик» (Галич), «Карпати» (Коломия) та «Славія» (Отинія). У сезоні 2014/15 років виступав за клуб «Вильки» (Вількув), у футболці якого провів 5 поєдинків у 6-й лізі чемпіонату Польщі. Потім виступав за польські клуби «Гетьман» (Замостя) та «Сталь» (Красник).